# 下私都村
下私都村（しもきさいちそん）は、鳥取県八頭郡にあった自治体である。1896年（明治29年）3月31日までは八東郡に属した。

## 概要
現在の八頭町大坪・花原・山路・延命寺・山上・上峰寺・下峰寺・山田に相当する。千代川水系八東川支流の私都川中流域に位置した。
平安時代には和名類聚抄に記載される因幡国八上郡十二郷の1つ私部郷に属した。私部は因幡志が成立した時期になると次第に私都と書かれるようになり、藩政時代には鳥取藩領の八東郡私都郷（きさいちのごう）に属する花原村・山路村・延命寺村・山上村・大坪村・上峰寺村・下峰寺村・山田村があった。
私都郷に属した旧21ヶ村は、町村制施行により下私都村・中私都村・上私都村の3ヶ村に再編成された。

## 合併の経緯
1952年（昭和27年）3月7日に県知事から「町村規模の合理化に関する諮問」が出された。これに対して八頭郡町村合併促進審議会は、国中村・郡家町・大御門村・下私都村・中私都村・上私都村の6ヶ町村が合併することが理想であると答申した。
戦後に設置された新制中学は、当村は郡家町・国中村・大御門村との組合立として中央中学校を設立した一方で、中私都・上私都の両村はそれぞれ独自の中学校を設立した。このため中私都・上私都の両村とは中学校統合の可否等について意見が一致せず、1953年（昭和28年）での合併は見送られた。

## 沿革
- 1881年（明治14年）9月12日 - 鳥取県再置。
- 1883年（明治16年）3月 - 市場村（後の中私都村大字市場）に置かれた連合戸長役場の管轄区域となる[5]。
- 1889年（明治22年）10月1日 - 町村制の施行により、花原村・山路村・延命寺村・山上村・大坪村・上峰寺村・下峰寺村・山田村が合併して村制施行し、八東郡下私都村が発足。旧村名を継承した8大字を編成し、役場を大字大坪村に設置[6]。
- 1896年（明治29年）4月1日 - 郡制の施行により、八上郡・八東郡・智頭郡の区域をもって八頭郡が発足し、八頭郡下私都村となる。
- 1915年（大正4年）1月1日 - 「下私都村大字◯◯村」から大字の「村」を削除し、「下私都村大字◯◯」と改称[7]。
- 1916年（大正5年）3月7日 - 役場位置を大字大坪573番地に変更[8]。
- 1953年（昭和28年）5月5日 - 郡家町（初代）、国中村、大御門村と合併し、改めて郡家町（2代）が発足。同日下私都村廃止[4][9]。

## 行政

### 歴代村長
| 氏名       | 就任年月日             | 退任年月日             | 地区        | 備考                                   |
| ---------- | ---------------------- | ---------------------- | ----------- | -------------------------------------- |
| 森岡治一   | 1889年（明治22年）11月 | 1896年（明治29年）4月  | 大坪        | 後に県会議員に当選                     |
| 田中虎蔵   | 1896年（明治29年）4月  | 1904年（明治37年）4月  | 山路        | 村書記、助役 1920年（大正9年）郡会議員 |
| 古家吉蔵   | 1904年（明治37年）4月  | 1906年（明治39年）3月  | 大坪        | 後に県会議員に当選                     |
| 岡森元蔵   | 1906年（明治39年）3月  | 1910年（明治43年）3月  | 延命寺      |                                        |
| 中本長蔵   | 1910年（明治43年）4月  | 1912年（明治45年）4月  | 大坪        |                                        |
| 前田吉蔵   | 1912年（明治45年）4月  | 1916年（大正5年）4月   | 延命寺      |                                        |
| 中山松蔵   | 1916年（大正5年）4月   | 1920年（大正9年）4月   | 山上 下峰寺 | 村書記、助役 後に八頭郡書記            |
| 山本勇蔵   | 1920年（大正9年）4月   | 1920年（大正9年）10月  | 下峰寺      | 収入役                                 |
| 西尾麻蔵   | 1920年（大正9年）10月  | 1923年（大正12年）3月  | 山上        | 村会議員、信用組合長                   |
| 加藤富衛   | 1923年（大正12年）3月  | 1926年（大正15年）7月  | 大坪        |                                        |
| 土井義行   | 1926年（大正15年）7月  | 1930年（昭和5年）1月   | 大坪        |                                        |
| 西尾麻蔵   | 1930年（昭和5年）1月   | 1930年（昭和5年）12月  | 山上        |                                        |
| 湊口美春   | 1930年（昭和5年）12月  | 1933年（昭和8年）7月   | 山路        |                                        |
| 山内喜代蔵 | 1933年（昭和8年）7月   | 1937年（昭和12年）7月  | 山田        |                                        |
| 中尾利治   | 1937年（昭和12年）7月  | 1937年（昭和12年）9月  | 山上        |                                        |
| 湊口美春   | 1937年（昭和12年）9月  | 1940年（昭和15年）12月 | 山路        |                                        |
| 横野栄治   | 1940年（昭和15年）12月 | 1944年（昭和19年）4月  | 山上        |                                        |
| 奥田一治   | 1944年（昭和19年）4月  | 1945年（昭和20年）2月  | 山田        |                                        |
| 渡辺平治   | 1945年（昭和20年）2月  | 1947年（昭和22年）4月  | 大坪        |                                        |
| 山内豊治   | 1947年（昭和22年）4月  | 1953年（昭和28年）5月  | 山田        |                                        |
| 参考文献 - |                        |                        |             |                                        |

## 教育
- 下私都村立下私都小学校：現在は統合により八頭町立郡家東小学校。
- 郡家町外三ヶ村組合立中央中学校：郡家町大字郡家に設置。後に八頭町立中央中学校となり、現在は統合により八頭町立八頭中学校[2]。

## 主な施設
- 下私都郵便局：1939年（昭和14年）3月11日に下私都電信電話取扱所として大坪に設置、1943年（昭和18年）3月1日に郵便局に昇格[2]。
- 峰寺薬師堂
- 山路2号墓
- 諸木（私都）神社